# Tunnel-canal de Besançon
Le tunnel sous la citadelle de Besançon, ou tunnel fluvial sous la citadelle, est un tunnel-canal situé à Besançon dans le département du Doubs en région Bourgogne-Franche-Comté.

## Genèse
Pour le passage à Besançon du canal du Rhône au Rhin, l'ingénieur des Ponts et Chaussées Philippe Bertrand projette le passage en lit de rivière, dans la boucle du Doubs. Toutefois, le projet qu'il propose priorise le creusement d'un tunnel sous la citadelle. C'est ce dernier qui est défendu par l'ingénieur Joseph Liard face aux services du Génie militaire. L'état-major de la 7e division militaire juge l'ouverture d'un passage sous la citadelle incompatible avec la défense de la place et obtient satisfaction en 1826. Le canal doit donc emprunter le méandre du Doubs autour du quartier de la Boucle avec une écluse au moulin Saint-Paul.
En 1872, anticipant sur le plan Freycinet de 1879, l'ingénieur Léon Rascol propose, à nouveau, la réalisation du tunnel. Le Génie n'y est plus opposé, la ville étant mieux protégée par les nouvelles fortifications du XIXe siècle. Les travaux sont déclarés d'utilité publique le 11 novembre 1875. Le projet définitif de 1877 prévoit notamment l'établissement d'une dérivation de 522 mètres précédée d'un bassin et d'une porte ou d'une écluse de garde, une tranchée muraillée se poursuivant par un souterrain à voie unique de 391 m de long, une écluse à l'aval, un pont métallique à 2 travées pour le halage sur le bassin de Tarragnoz. Les travaux sont adjugés le 2 juillet 1878 à Jacques Troglia, entrepreneur italien établi à Lausanne.

## Réalisation
En 1881, avec 70 ouvriers et l'usage d'explosifs, le tunnel est entièrement percé et le pont construit côté Rivotte ; le bassin d'entrée est creusé et la mise en place de l'écluse côté Tarragnoz débute. Une entrée maçonnée est nécessaire pour la tête amont du tunnel, où la roche se désagrège. Mise en eau le 30 mars 1882,,, la dérivation est inaugurée le 30 avril. Elle permet d'éviter le méandre de 5,6 kilomètres qui n'est emprunté de nos jours que par les vedettes touristiques. 

## Caractéristiques
Le tunnel, orienté est-ouest et d'une longueur de 391 mètres, permet aux bateaux naviguant sur le Doubs de shunter la boucle autour du centre historique de Besançon. Il est percé dans le calcaire sous la citadelle de Besançon qui culmine à 120 mètres plus haut, et sous la ligne de chemin de fer de Besançon-Viotte au Locle-Col-des-Roches. L'exploitation et l'entretien est du ressort de Voies Navigables de France (VNF), en tant qu'équipement du canal du Rhône au Rhin. Il est avec la percée de Thoraise, le seul tunnel de cette voie navigable.
L'entrée ouest est marqué par l'écluse numéro 50N du souterrain. D'une longueur de 38,5 mètres, largeur de 5,2 mètres et d'une hauteur de chute d'eau de 2,11 mètres, elle est équipée de deux portes métalliques et mécanisées. Ses bajoyers (murs de soutènement) sont en pierre de taille. Elle a la particularité rare d'être aménagé en souterrain. À son extrémité ouest, est aménagé la gare d'eau de Tarragnoz, faisant office de bief de navigation entre les écluses 50N et 51 et permettant aux embarcations de stationner.
Le chemin de halage est aménagé en piste cyclable qui relie les secteurs de Rivotte à Tarragnoz. Elle fait partie de la voie verte des berges du Doubs et de l'EuroVelo 6, itinéraire européen de véloroute.

## Galerie

Les portes anti-crues coté amont.
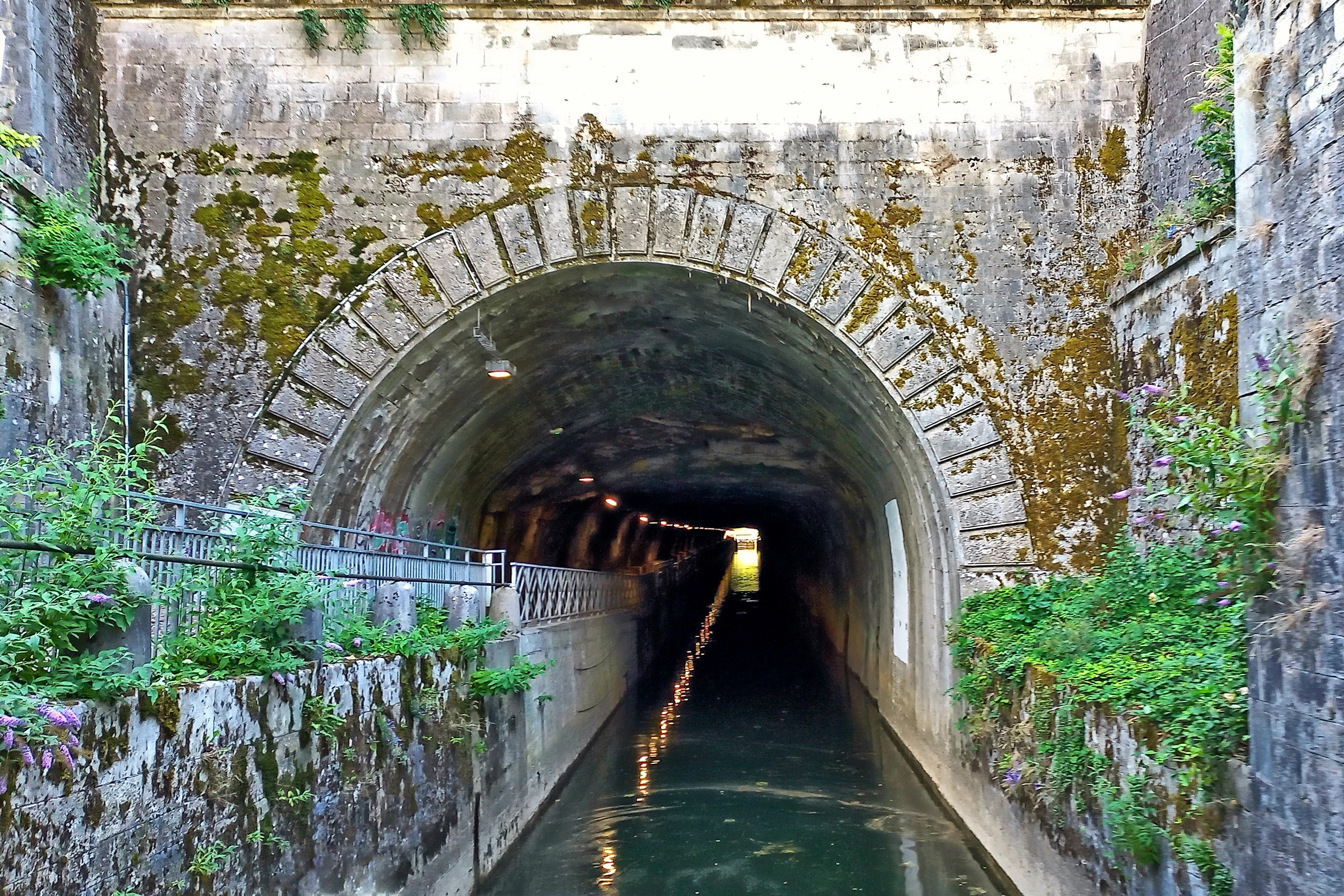
L'entrée amont.
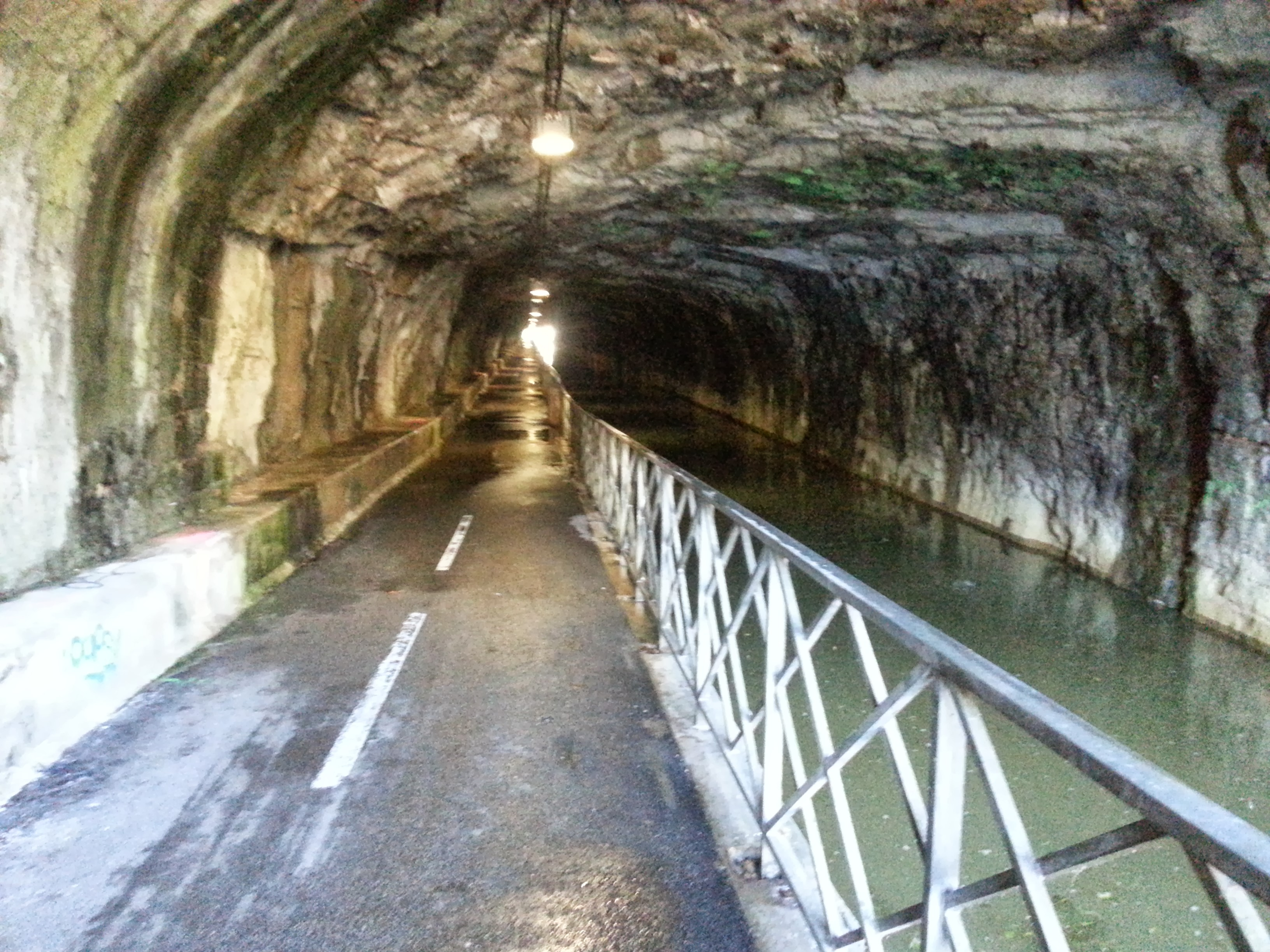
Le chemin de halage reconverti en piste cyclable.

## Autres tunnels sous la citadelle
Un tunnel ferroviaire, dit de « Rivotte Tarragnoz », est creusé en 1909 pour permettre le passage de la ligne ferroviaire à voie métrique Besançon - Amathay-Vésigneux. Il a été fermé, avec la ligne, en 1951.
Un tunnel routier, distant de 130 mètres et parallèle au tunnel-canal, est inauguré en avril 1996. Il est long de 450 mètres et complète le contournement urbain du centre-ville de Besançon.